# Кривая Парето
Кривая Парето (диаграмма Парето) — графическое отражение закона Парето, кумулятивной зависимости распределения определённых ресурсов (накопленного богатства, результаты голосования…) или результатов от большой совокупности (выборки) причин (например, от количества населения, активности участников…). 
Один из семи основных инструментов измерения, оценки, контроля и улучшения качества производственных процессов, входящих в «семь инструментов контроля качества».

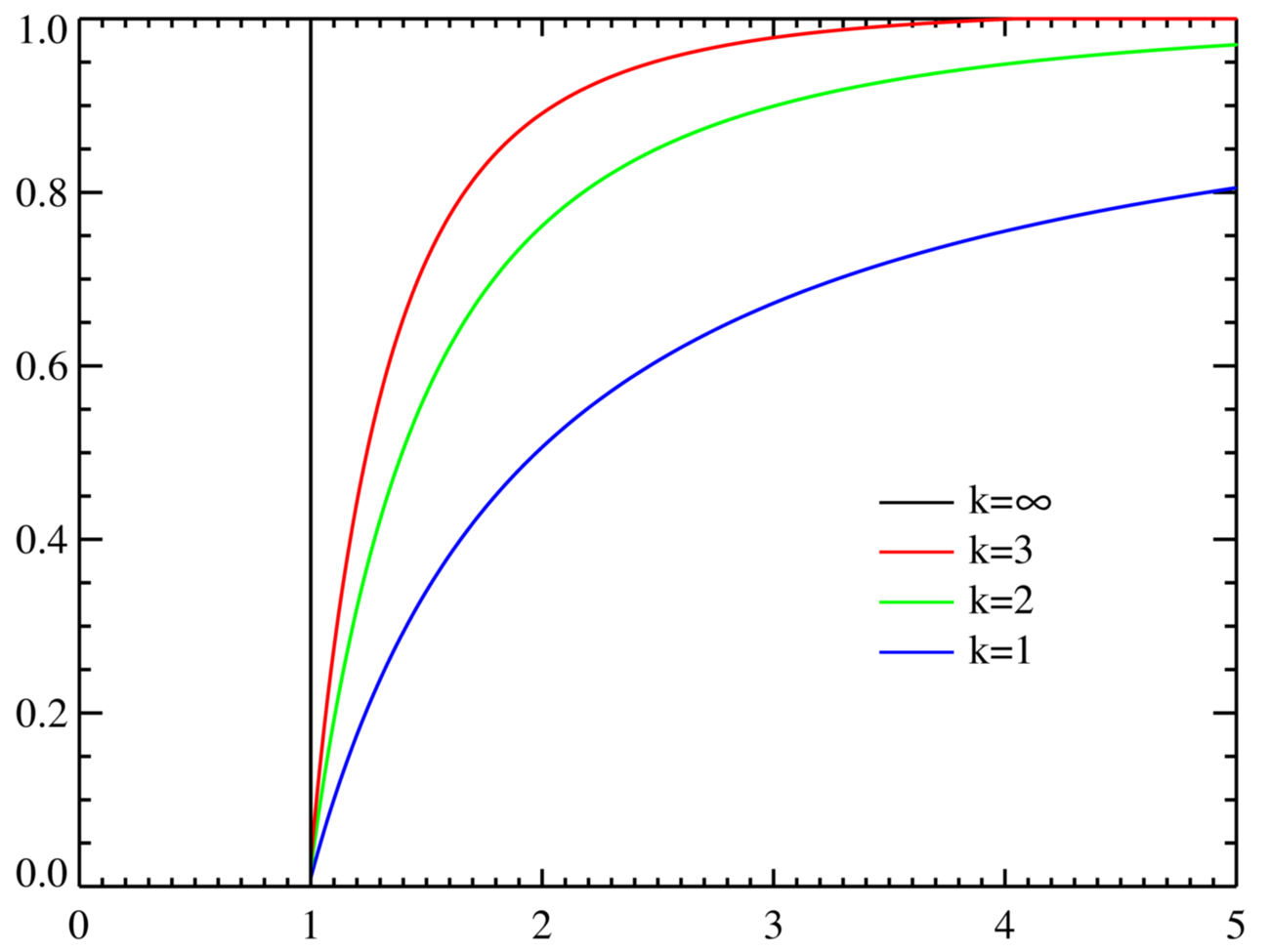
Функция распределения Парето для различных k

## История
В 1897 году итальянский социолог и экономист Вильфредо Парето (1848—1923) обнаружил, что распределение богатства в обществе обычно подчиняется определенному закону — с удвоением размера контролируемой собственности/богатства, количество людей, достигших соответствующего уровня сокращается в геометрической прогрессии, причем с примерно постоянным множителем.

Таким образом, Парето пришёл к выводу, что неравенство распределения богатства в обществе — нечто вроде естественного закона природы, эффект которого можно сгладить, но невозможно устранить в денежной системе.

## Виды диаграмм Парето
- Диаграмма Парето по результатам деятельности.
- Диаграмма Парето по причинам.